# Cryptocephalus guttulatus
Cryptocephalus guttulatus är en skalbaggsart som beskrevs av Olivier 1808. Cryptocephalus guttulatus ingår i släktet Cryptocephalus och familjen bladbaggar. Inga underarter finns listade i Catalogue of Life.